# Mosonudvar
Mosonudvar község Győr-Moson-Sopron vármegyében, a Mosonmagyaróvári járásban. 2010. október 3-án alakult önálló községgé a Mosonmagyaróvárhoz tartozó Újudvar nevű lakotthelyből. 157 hektáros kiterjedésével a megye legkisebb közigazgatási területű települése, és országosan is a legkisebbek közé tartozik.

## Fekvése
Mosonmagyaróvártól 2,5 kilométerre délnyugatra fekszik. A járási székhelyen kívül csak két települési szomszédja van: délnyugat felől Újrónafő, nyugat felől pedig Mosonszolnok. Közvetlenül a 86-os főút mellett fekszik, ez az egyetlen közúti megközelítési útvonala. Vasútvonal nem érinti.

## Története
Újudvar a rendszerváltás előtt a Lajta-Hansági Állami Gazdaság majorja volt. A területet a gazdaság gondozta, az épített játszóteret és tartotta karban az utakat. 2009. április 5-én érvényes és eredményes helyi népszavazást tartottak, amin az újudvariak az elszakadás mellett döntöttek. Sólyom László köztársasági elnök decemberben hagyta jóvá az új község létrehozását, ami azért kapta a Mosonudvar nevet, mert egy Újudvar nevű település már volt az országban, Zala megyében.

## Közélete

### Polgármesterei
- 2010–2014: Rinczki Lajos András (független)[4]
- 2014–2019: Rinczki Lajos András (független)[5]
- 2019–2024: Rinczki Lajos András (független)[6]
- 2024– : Szakáll Zoltán (független)[1]

## Népesség
A település népességének változása:
| Lakosok száma | 429  | 424  | 425  | 421  | 427  | 422  | 417  | 429  | 403  | 384  |
|               | 2011 | 2012 | 2014 | 2015 | 2017 | 2018 | 2020 | 2021 | 2023 | 2024 |

A 2011-es népszámlálás során a lakosok 82,8%-a magyarnak, 0,2% bolgárnak, 0,2% horvátnak, 0,9% németnek, 1,4% románnak, 0,5% szlováknak, 0,2% szlovénnek mondta magát (16,7% nem nyilatkozott; a kettős identitások miatt a végösszeg nagyobb lehet 100%-nál, 0,2% = 1 fő). A vallási megoszlás a következő volt: római katolikus 35,5%, református 4,3%, evangélikus 0,9%, görögkatolikus 1,1%, izraelita 0,2%, felekezeten kívüli 27,7% (29,7% nem nyilatkozott).
2022-ben a lakosság 84,3%-a vallotta magát magyarnak, 0,7% szlováknak, 0,5% románnak, 0,2% szlovénnek, 0,2% ukránnak, 0,2% horvátnak, 0,2% németnek (14,5% nem nyilatkozott, a kettős identitások miatt a végösszeg nagyobb lehet 100%-nál). Vallásuk szerint 27,8% volt római katolikus, 2,9% református, 0,7% evangélikus, 0,2% görög katolikus, 0,2% ortodox, 0,2% egyéb keresztény, 1% egyéb katolikus, 24,4% felekezeten kívüli (42,3% nem válaszolt).